# Малине (Мокроног–Требелно)
Малине (словен. Maline) — поселення в общині Мокроног-Требелно, регіон Південно-Східна Словенія, Словенія.